# ジョージ・ジョンストン・ストーニー
ジョージ・ジョンストン・ストーニー（George Johnstone Stoney FRS、1826年2月15日 - 1911年7月5日）は、アイルランドの物理学者。「基本的な電気の単位量」として電子(electron)という語を導入したことで最も有名。
早くも1874年にはこの語ではなく概念を導入しており、当初は"electrine"と命名していた。electronという名称自体は1891年に造語した。生涯に約75の科学論文を発表した。

## 教育と職
アイルランドのミッドランドのオファリー県Birr近くのOakley Parkで、George Stoney (1792–)とAnne Blood (1801–1883)の間に生まれた。家族は伝統あるアングロアイリッシュの家族である。ダブリン大学トリニティ・カレッジに通い、1848年に学士を取得した。1848年から1852年までオファリー県のBirr Castleでウィリアム・パーソンズの天文助手として働いた（パーソンズはここに世界最大の望遠鏡である72インチのパーソンズタウンのリヴァイアサンを建設していた）。ストーニーはこれと同時に物理学と数学の研究を続け、1852年にダブリン大学トリニティ・カレッジから修士を授与された。
1852年から1857年までクイーンズカレッジゴールウェイ校の物理学教授であった。1857年から1882年までアイルランドのクイーンズ大学(Queen's University of Ireland)の書記(Secretary)、ダブリンを拠点とする管理職として雇用されていた。1880年代初頭にアイルランドの国家公務員試験の監督者のポストに移り引退する1893年までそのポストにあった。同年ロンドンに移住した。1911年にロンドンのノッティング・ヒルにあった自宅で死去した。科学とは関係ない雇用を結んでいた数十年間は、独力で科学研究を続けた。ロンドンの王立協会をモデルとした科学協会である王立ダブリン協会の名誉幹事兼副会長を数十年務め、ロンドンへ移ったのちも同協会の評議員を務めた。さらに1860年代初頭から英国科学振興協会の科学審査委員を断続的に務めた。

## 科学的な成果
さまざまなジャーナルに75の科学論文を発表したが、主には王立ダブリン協会のジャーナルにおいてであった。宇宙物理学と気体の理論に対して大きな貢献をした。気体の運動論から得られたデータから、室温と常圧における立方ミリメートルの気体中の分子数を推定した。最も重要な科学研究は「電気の原子」の大きさの概念と計算であった。1891年、電子(electron)という用語を提案して電荷の基本単位を記述し、この分野の研究に対する貢献は1897年にJ・J・トムソンがこの粒子を発見するための基礎を築いた。
科学的な作業は余暇に行っていた。
1861年6月にthe author of papers on "The Propagation of Waves," – "On the Rings seen in Fibrous Specimens of Calc Spar," and Molecular Physics, published in the Transactions of the Royal Irish Academy, et cetera, Distinguished for his acquaintance with the science of Astronomy & General Physicsであることに基づき王立協会フェローに選出された。

### ストーニースケール
現代物理学では、統一理論に最も適したスケールはプランクスケールに落ち着いている。しかし、プランクスケールはストーニーにより予想されたものである。プランク同様、ストーニーは重力などの大きいスケールの効果と電磁気学などの小さいスケールの効果が物理的差異が合理化される中間のスケールを暗示していることを認識していた。この中間のスケールは質量、長さ、時間などの単位（ストーニースケール単位）で構成されるが、質量が基礎である。
ストーニー質量 mS （現代の書き方で表現する）
{\displaystyle m_{S}={\sqrt {\frac {e^{2}}{4\pi \varepsilon _{0}G}}}={\sqrt {\alpha }}\,m_{P}}
ここで ε0 は自由空間の誘電率、e は素電荷、G は重力定数であり、α は微細構造定数でmPはプランク質量である。
プランクスケール同様、ストーニースケールは一般的に微視的と巨視的な過程の間の対称的なつながりとして機能するが、電磁気と重力の統合を独自に指向しているように思われる。よって例えばプランク長は換算コンプトン波長の平方根の平均であり、質量の重力半径の半分であるが、ストーニー長は「電磁半径」（古典電子半径を参照）の平方根の平均であり、質量mの重力半径の半分である。
{\displaystyle \ell _{P}={\sqrt {{\frac {\hbar }{mc}}\cdot {\frac {Gm}{c^{2}}}}}}
{\displaystyle \ell _{S}={\sqrt {{\frac {e^{2}}{4\pi \varepsilon _{0}mc^{2}}}\cdot {\frac {Gm}{c^{2}}}}}}
ここで{\displaystyle \hbar \ }は換算プランク定数でcは光速である。ただしこれらは長さをどれだけ短くできるかについては現実的な制限がなくてはならないため、数学的構造にすぎないことに注意する必要がある。ストーニー長が最小の長さである場合、物体の電磁半径もしくは重力半径の半分のいずれかはストーニー長より短くなくてはならないため、物理的に不可能である。プランク長が最小である場合、物体の換算コンプトン波長もしくは重力半径の半分のいずれかは、プランク長よりも短くなくてはならないため物理的に不可能である。さらに、ストーニー長とプランク長の両方を最小の長さにすることはできない。
現代の慣習によると、プランクスケールは真空エネルギーのスケールであり、それ以下では空間と時間は物理的な重要性を持たない。この規定により今日の科学界では一般的にストーニースケールは無視することが命じられている。この命令以前には、ヘルマン・ワイルが電荷の重力単位とストーニー長を関連付けることにより統一理論を構築するという注目すべき試みを行った。ワイルの理論は重要な数学的革新をもたらしたが、物理的な重要性を欠くと考えられている。

## 家族
いとこにあたるMargaret Sophia Stoneyと結婚し、2人の息子と3人の娘をもうけた。ダブリンで過ごした数十年のうちほとんどはダブリンのDundrum地区に住んでいた。住んでいた通りは後に彼にちなみストーニー・ロードと改名された。ストーニーがロンドンで亡くなると、火葬した後の灰はDundrumのSt. Nahi's Churchに埋葬された。
息子の1人George Gerald Stoney FRSは科学者であり、娘のFlorence Stoney OBEは放射線科医であり、Edithは最初の女性医学物理学者と考えられる人物である。しかし、もっと科学的に著名な親類は、甥にあたるダブリンを拠点に活躍した物理学者ジョージ・フィッツジェラルド(1851–1901)である。
兄弟のBindon Blood Stoneyはダブリン港のエンジニアであり、主要なダブリンの橋の多くを建設したことや、Quaysideの開発、その他エンジニアリングのプロジェクトを行ったことで有名である。

## 遺産

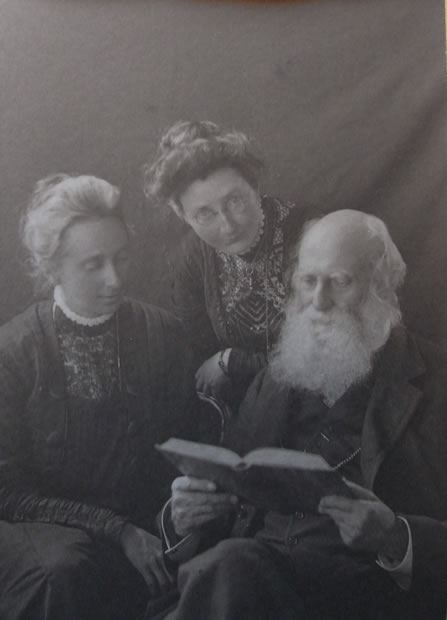
娘のEdith（左）とFlorenceと写るストーニー

1902年6月、ダブリン大学より名誉理学博士(D.Sc.)を授与された。
ストーニーとフィッツジェラルドは、科学的な問題について定期的に連絡を取り合っていた。さらに政治的な問題についてはストーニー、フィッツジェラルドともにアイルランドのホームルール運動に対して積極的反対者であった。2人の政治的意見においては、アイルランドのホームルールの精神と後のアイルランドのナショナリズムは科学の精神に反していた。ストーニーは1882年にアイルランドのクイーンズ大学の書記(Secretary)としての職を辞任し、政府が行った「セクト主義」を導入する決定に対し反対した。すなわち、ストーニーは非宗派的に保ちたいと考えていたが、政府はカトリック制度に対するアイルランドのカトリックの要求に応じた。
火星と月には彼の名前がついたクレーターがある。

## 関連文献
- The Infancy of Atomic Physics. Hercules in His Cradle, by Alex Keller. Oxford University 1983. ISBN 0-19-853904-5  2013 reprint. Dover. (9 October 2013). ISBN 9780486149950
- O'Hara, J. G. (1975). “George Johnstone Stoney, F.R.S., and the Concept of the Electron”. Notes and Records of the Royal Society of London 29 (2):  265–276. doi:10.1098/rsnr.1975.0018. JSTOR 531468.
- Stoney, G. J. (1894). “Of the "Electron", or Atom of Electricity”. Philosophical Magazine 38:  418–420.
- Barrow, J. D. (1983). “Natural Units Before Planck”. Quarterly Journal of the Royal Astronomical Society 24:  24. Bibcode: 1983QJRAS..24...24B.
- "The Constants of Nature, by John D. Barrow, Jonathan Cape, London 2002.